# Tymnes oregonensis
Tymnes oregonensis är en skalbaggsart som först beskrevs av George Robert Crotch 1873.  Tymnes oregonensis ingår i släktet Tymnes och familjen bladbaggar. Inga underarter finns listade i Catalogue of Life.